# Белый караван
«Белый караван» (груз. თეთრი ქარავანი, Tetri karavani) — советский чёрно-белый художественный фильм-драма 1963 года режиссёров Эльдара Шенгелая и Тамаза Мелиава, созданная на киностудии Грузия-фильм. На Каннском кинофестивале в мае 1964 года картина была номинирована на Золотую пальмовую ветвь. Главные роли исполнили Имеда Кахиани и Ариадна Шенгелая.

## Сюжет
Каждый год осенью из Грузии в прикаспийские степи отправляется белый караван. Это пастухи гонят своих овец. Один из чабанов молодой парень Гела, сын Мартия Ахлоури, старейшего чабана. На берегу Каспийского моря Гела знакомится с рыбачкой Марией. Они влюбляются друг в друга и думают о новых встречах.
У каждого из молодых есть своя мечта: Мария мечтает о том, что они с Гелой будут жить в доме её умершего отца, у них родятся дети и все в их семье будут счастливы. Гела же мечтает об оседлой спокойной городской жизни, ему надоело постоянно скитаться. И никто, даже Мария, не может отобрать[как?] у него эту мечту.

## В ролях
- Главные роли:
  - Имеда Кахиани — Гела
  - Ариадна Шенгелая — Мария (озвучивала Антонина Кончакова)
  - Гиорги Кикадзе — Вайя
  - Спартак Багашвили — Мартия
  - Давид Абашидзе — водитель
  - Мераб Элиозишвили — Балта
  - Гогуца Купрашвили — Кивана  (озвучивал Борис Баташев)
  - В. Донгузашвили — Глихо (озвучивал Яков Беленький)

## Награды и номинации
- 1964 — Первый Всесоюзный кинофестиваль в Ленинграде, премия за поэтическое киноповествование о человеке и труде
- 1965 — Премия Ленинского комсомола Грузинской ССР
- 1964 — номинация на «Золотую пальмовую ветвь» на Каннском кинофестивале — Эльдар Шенгелая и Тамаз Мелиава

## Съёмочная группа
- Автор сценария: Мераб Элиозишвили
- Режиссёры: Эльдар Шенгелая и Тамаз Мелиава
- Второй режиссёр: Рамаз Шарабидзе
- Операторы: Георгий Калатозишвили и Леонид Калашников
- Композитор: Ираклий Геджадзе